# Julia Sànchez Pereda
Julia Sànchez Pereda   (segle XX - 7 d'abril de 2013), més coneguda amb el nom artístic de JULI, va ser una dibuixant de còmics i il·lustradora. Juli, Julita o bé Juli Struth, són els pseudònims que la dibuixant feia servir per editar a les col·leccions de quaderns de còmic de gènere romàntic majoritàriament editats per editorials de Catalunya, va fer treballs per Ameller Editor, Editorial Marco, Exclusivas Graficas Ricart, Editorial Ferma, Editorial Bruguera i Ediciones Toray entre d'altres. A més del dibuix per còmics també va dibuixar figures retallables.

## Obra
| Anys | Publicació          | Editorial          | Notes                                                  |
| ---- | ------------------- | ------------------ | ------------------------------------------------------ |
| 1945 | PRINCESITA/PRINCESA | Ameller Editor     | Als Números: 46,85,112,113,115,122,125,129,131,8,17,55 |
| 1947 | COLECCIÓN BLASONES  | Ameller Editor     | Als Números: 0,1,4,7,8                                 |
| 1947 | CUENTO DE HADAS     | Ediciones Fantasio | Als Números: 24,25,26                                  |